# Liste der Monuments historiques in Val d’Anast
Die Liste der Monuments historiques in Val d’Anast führt die Monuments historiques in der französischen Gemeinde Val d’Anast auf.

## Liste der Bauwerke

### Campel
| Bezeichnung                      | Beschreibung | Standort | Kennzeichnung | Schutzstatus | Datum | Bild |
| -------------------------------- | ------------ | -------- | ------------- | ------------ | ----- | ---- |
| Enceinte de terre de la Bigotaye |              | (Lage)   | PA00135272    | Inscrit      | 1995  |      |

### Maure-de-Bretagne
| Bezeichnung    | Beschreibung | Standort             | Kennzeichnung | Schutzstatus | Datum | Bild |
| -------------- | ------------ | -------------------- | ------------- | ------------ | ----- | ---- |
| Friedhofskreuz |              | Rue de Lohéac (Lage) | PA00090624    | Classé       | 1910  |      |

## Liste der Objekte
- Monuments historiques (Objekte) in Maure-de-Bretagne in der Base Palissy des französischen Kultusministeriums
- Monuments historiques (Objekte) in Campel in der Base Palissy des französischen Kultusministeriums